# Return to Nuke 'Em High Vol.1
Pour plus de détails, voir Fiche technique et Distribution.
Return to Nuke 'Em High Vol.1 est un film d'horreur américain réalisé par Lloyd Kaufman, sorti en 2013.

## Fiche technique
- Titre : Return to Nuke 'Em High Vol.1
- Réalisation : Lloyd Kaufman
- Scénario : Lloyd Kaufman, Travis Campbell
- Société de production : Troma Entertainment
- Photographie :
- Musique :
- Langue d'origine : Anglais américain
- Pays d'origine :  États-Unis
- Genre : Comédie horrifique
- Lieux de tournage : États-Unis
- Durée : 85 minutes
- Dates de sortie :
  - France : 16 mai 2013 (Cannes Independent Film Festival)
  - Royaume-Uni : 30 juin 2013
  - Suède : 27 septembre 2013 (Monsters of Film, Stockholm)
  - Irlande : 27 octobre 2013 (Horrorthon Festival Dublin)
  - Espagne : 30 octobre 2013 (San Sebastian Horror Film Festival)
  - États-Unis : 10 janvier 2014

## Distribution
- Asta Paredes : Chrissy Goldberg
- Catherine Corcoran : Lauren
- Vito Trigo : Leonardo
- Clay von Carlowitz : Eugene 'The Machine' McCormack
- Zac Amico : Zack
- Mike Baez : Donatello
- Tara E. Miller : Rachel Ruysch
- Lemmy : le Président
- Michael C. Schmahl : l'ouvrier #1
- Jeff Lasky : l'ouvrier #2
- Jess Mills : Taco (and ear) Eater
- Lloyd Kaufman : Lee Harvey Herzkauf
- Babette Bombshell : Principal Westly
- John Renna : Concerned Factory Worker
- Ashley A. Chris : Anti-Purity Girl
- Stefan Dezil : Slater
- Rick Collins : Ron Simms
- John Migliore : le chauffeur de Lauren
- William Dreyer : Arnold, l'assistant de monsieur Herzkauf
- Gabriela Fuhr : Kelly
- Casey Clapp : le beau garçon
- Kelsey Lehman : la jolie fille
- Arlowe Price : Jiggles the Juggalo
- Debbie Rochon : coach Kotter
- Greg Hinaman : Blind Security Guard
- Caleb Emerson : Peanutch, le garde du détecteur métallique
- Bjarni Gautur : Scrätch
- Dan Snow : Cigar Face
- David Hook : Janitor
- Mark Quinnette : Michelangelo
- Reiki Tsuno : Rembrandt
- Jim Sheppard : Raphael
- Brenda Rickert : tante Bee